# Aulacostroma magnesii
Aulacostroma magnesii är en svampart som beskrevs av Inácio & Minter 2002. Aulacostroma magnesii ingår i släktet Aulacostroma och familjen Parmulariaceae.   Inga underarter finns listade i Catalogue of Life.